# Ивановская государственная филармония
Ивановская государственная филармония — филармония в городе Иванове, Ивановской области. Одна из старейших филармоний России, основана в 1936 году. Крупнейшая гастрольно-концертная организация области.

## История

### Концертный зал
Концертный зал на 460 мест.

### Филармония
Была основана 15 февраля 1936 года решением заседания Ивановского облисполкома как областное отделение Московской государственной филармонии
В апреле 1936 года филармония перешла в ведение Ивановского управления по делам искусств. В качестве первого коллектива на базе филармонии был создан Ивановский филармонический симфонический оркестр под управлением известного советского дирижера и педагога, заслуженного артиста РСФСР Ильи Александровича Гитгарца. В год создания учреждения администрация филармонии привлекла в область для выступлений известных советских исполнителей — оперную певицу, в будущем народную артистку СССР Антонину Нежданову, эстрадную певицу, заслуженную артистку Грузинской ССР Тамару Церетели, джаз-оркестр под управлением Леонида Утёсова.
Во время Великой Отечественной войны артисты, солисты филармонии в составе концертных бригад выступали в воинских частях действующей армии и в госпиталях, ежегодно давая около 1000 концертов.
С середины 1950-х до второй половины 1980-х годов филармония работала под художественным руководством выдающегося деятеля культуры и искусства Евгения Павловича Иванова и директора — Валентина Ефимовича Романова. В коллектив филармонии пришли талантливые артисты, которые и сегодня составляют славу ивановской сцены — трио «Меридиан», Надежда Максимова, Владимир Мирсков, Светлана Трохина. Администратором филармонии был заслуженный работник культуры России Максим Сергеевич Оберман. Большой личный вклад в её развитие внесли Альберт Крючковский, Людмила Конюхова, Юрий Федоров, Аркадий Дунаевский, Константин Яровицын, Александр Кувшинов, Евгений Шурупов.
В советское время в филармонии велась работа просветительских лекторийных бригад по созданию и прокату литературно-музыкальных программам для детей и подростков области. Самым первым подобным проектом в истории филармонии был цикл лекций-концертов для детей общеобразовательных школ «Сегодня мы в концертном зале». С 1976 года филармония являлась координатором Всесоюзного фестиваля искусств «Красная гвоздика» (1976—1994, 2003—2006).
В 1990-е годы на базе филармонии был создан один из крупнейших областных фестивалей — фестиваль искусств «Дни российской культуры» (1990 — по настоящее время). С января 1995 по сентябрь 2002 года Ивановская филармония функционировала как государственный гастрольно-концертный центр «Ивановоконцерт».
В 2003 году Ивановская государственная филармония получила своё здание, которое сразу было поставлено на капитальный ремонт. В ноябре 2009 года состоялось открытие основного корпуса филармонии после капитального ремонта.
• • КОЛЛЕКТИВЫ ФИЛАРМОНИИ • •
- Симфонический оркестр (основан в 1936 г.)
- Оркестр русских народных инструментов (основан в 2003 г.)
- Ансамбль народной духовной музыки "Светилен" (основан с 1989 г.)
- Вокальное трио "Меридиан" (основан в 1975 г.)

• • СОЛИСТЫ ФИЛАРМОНИИ • •
- Сергей Добролюбов - Заслуженный артист России (гобой)
- Надежда Новикова - Лауреат международных конкурсов (скрипка)
- Юрий Гуринович - Заслуженный работник культуры России (вокал, бард)
- Татьяна Скворцова - Лауреат российских эстрадных вокальных конкурсов
- Елена Лихачева - Лауреат и дипломант областных и региональных конкурсов исполнителей романсов
- Ольга Тихомолова - Лауреат Международного фестиваля-конкурса "Романса голос осенний" г. Кинешма
- Екатерина Пирвердян - Лауреат и дипломант международных и всероссийских конкурсов
- Иван Яцко  - Лауреат всероссийских конкурсов (вокал, тенор)

• • ДИРЕКТОР ФИЛАРМОНИИ • •
Артемов Юрий Викторович - лауреат международных конкурсов, виолончелист, окончил Российскую академию музыки им. Гнесиных и аспирантуру. Имеет опыт работы  музыканта и администратора в Академическом симфоническом оркестре Московской государственной академической филармонии, Московском государственном академическом симфоническом оркестре, Московском государственном академическом детском музыкальном театре им. Н. И. Сац,  Детской музыкальной школе им. И. О. Дунаевского, а также с 2017 г. работает преподавателем по классу виолончели в Ивановском музыкальном училище. В 2016 г. основал музыкальную школу "ClassiCo" для обучения детей и взрослых вокальному и исполнительскому искусству (г. Москва). Ведет активную концертную деятельность. С апреля 2018 г. директор Ивановской государственной филармонии.

## Архитектура
Объект культурного наследия народов РФ регионального значения. Рег. № 371711309370005 (ЕГРОКН). Объект № 3700024000 (БД Викигида)
Здание построено в 1930-е. В 1964 году по проекту Г. П. Смолихина перестроено.